# Mark Norelius
Mark Alyn Norelius (* 10. Juni 1952 in Seattle) ist ein ehemaliger Ruderer aus den Vereinigten Staaten, der 1974 Weltmeister mit dem Achter war. 
1974 gewann der US-Achter den Titel bei den Weltmeisterschaften in Luzern, wobei die ersten fünf Boote nur etwa drei Sekunden auseinander lagen. Zwei Jahre später belegte der Achter aus den Vereinigten Staaten den neunten Platz bei den Olympischen Spielen in Montreal. Mit Richard Cashin, John Everett, Mark Norelius, Alan Shealy und Steuermann David Weinberg waren 1976 noch fünf Weltmeister von 1974 dabei.
Norelius ruderte zunächst an der University of Washington und ging nach seiner Graduierung zur US Air Force. Später war er Pilot in der zivilen Luftfahrt, zunächst bei Delta Airlines und dann bei Northwest Airlines. Mark Norelius ist der Bruder der Ruderin Kristine Norelius.